# Rădmănești

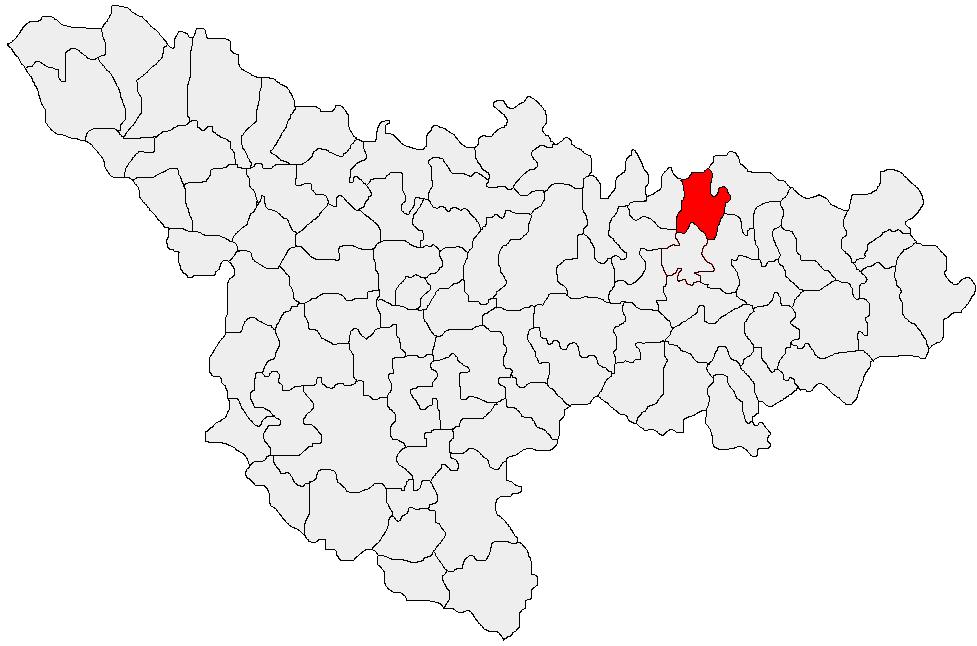
Lage der Gemeinde Bara im Kreis Timiș

Rădmănești (ungarisch Radmanóc) ist ein Dorf im Kreis Timiș, Banat, Rumänien. Das Dorf Rădmănești gehört zur Gemeinde Bara.

## Geografische Lage
Rădmănești liegt im Nordosten des Kreises Timiș, nahe der Grenze zum Kreis Arad, in 32 Kilometer Entfernung von Lugoj, 50 Kilometer von Făget und 79 Kilometer von der Kreishauptstadt Timișoara. 

## Nachbarorte
| Spata     | Bruznic                                     | Ohaba Română |
| Crivobara | Kompassrose, die auf Nachbargemeinden zeigt | Dubești      |
| Bara      | Lăpușnic                                    | Ohaba Lungă  |

## Geschichte
Eine erste urkundliche Erwähnung stammt aus dem Jahr 1400, als das Gut im Besitz von Guți Orszagh war. 1440 kam das Gut in den Besitz von Mihai Orsyag. Später wurde der Landbesitz von König Vladislav I. Johann Hunyadi geschenkt. 1607 kam die Siedlung in den Besitz des Bischofs Sava Brancović. Während der Türkenherrschaft war die Ortschaft verlassen. In den Aufzeichnungen des italienischen Gelehrten Luigi Ferdinando Marsigli war das Dorf wieder gegründet. Auf der Josephinischen Landaufnahme von 1717 ist der Ort mit 22 Häuser eingetragen.
Auf dem Areal des Dorfes wurde eine paläontologische Fossillagerstätte Rădmănești aus dem Tertiär entdeckt. Sie wurde 2000 zum Naturschutzgebiet von nationaler Bedeutung erklärt.

## Bevölkerungsentwicklung
| 1880 | 570 | 564 | - | 6 | -  |
| 1910 | 697 | 679 | - | - | 18 |
| 1930 | 642 | 641 | 1 | - | -  |
| 1977 | 160 | 155 | - | - | 5  |
| 2002 | 65  | 63  | - | - | 2  |